# Shady Aslan
Shady Aslan (en árabe: شادي أصلان‎, 5 de abril de 1986) es un artista y cantante egipcio.

## El principio
Shady Aslan es de la gobernación de Gharbia y su familia emigró a la gobernación de Guiza. Sin embargo, mencionó en una entrevista televisiva que nació en Guiza y que su padre es de Gharbia. Shadi es el más joven de sus hermanos. Cuando estaba en la escuela secundaria, logró unirse a la escuela de fútbol del Zamalek Club, pero cuando ingresó a la escuela secundaria Saidia, dejó el fútbol para dedicarse a la educación. Comenzó a actuar temprano en el teatro escolar y el crítico Ahmed Abdel Hamid lo observó, escribió sobre él en el periódico Al-Gomhouria y convenció a su madre para que continuara su educación en el Instituto Superior de Arte Dramático.

## Su carrera artística
Comenzó a actuar en el teatro de la escuela y el actor egipcio Adel Emam lo elogió y declaró que lo eligió para continuar su carrera artística. En una entrevista televisiva se mencionó que Adel Imam elogió su buena actuación en el papel de Ibn Bawab en la serie Naji Atallah Band en su primer encuentro. Comenzó su vida con pequeños papeles en varias series, como la serie Cenicienta, hasta que interpretó un papel destacado en la película Tell me, Scheherazade. Con el tiempo, se convirtió en una estrella de primer nivel, especialmente después de protagonizar un grupo de películas que lo convirtieron en una estrella popular, y sus películas lograron altos ingresos y fueron.